# Ralf Gründer
Ralf Gründer (* 15. Oktober 1955 in Bederkesa) ist ein deutscher Entwicklungshelfer, Fotograf, Multimedia-Produzent, Kameramann, Filmemacher und Buchautor.

## Leben
Nach der Lehre als Radio- und Fernsehtechniker absolvierte Gründer die Fachoberschule für Elektrotechnik. Danach studierte er von 1979 bis 1982 im Fachbereich Druck an der Universität der Künste Berlin in West-Berlin und anschließend acht Semester Geologie-Paläontologie an der Freien Universität Berlin. Nach den Diplomprüfungen siedelte er im Jahr 1990 nach Johannesburg über, um an der Randse Afrikaans Universiteit als Doktorand im Limpopo-Belt zu forschen.
Ende 1990 zeigte er in einer großen Einzelausstellung in der Market Gallery in Johannesburg seine Fotos von der Berliner Mauer und begann als Pressefotograf für den Johannesburger The Star zu arbeiten. Mit Fotos vom südafrikanischen Flügelhornisten Hugh Masekela gelang ihm die erste Foto-Veröffentlichung mit Namensnennung.
Im Jahr 1995 kehrte er nach Berlin zurück und erhielt die Möglichkeit, innerhalb eines Volontariats bei dem Privatsender Puls TV das Handwerk eines Kameramanns für die elektronische Berichterstattung zu erlernen.
Während dieser Zeit begann er mit der Produktion der Multimedia-CD-ROM Berliner Mauermalerei, die im Jahr 1999 veröffentlicht wurde. In Zusammenarbeit mit der Werkstatt der Kulturen zeigte er im Jahr 2004 seine Fotoausstellung Namibia turns 14.
Während seiner Tätigkeit als Kameramann für webfree.tv lernte er Chandra Fleig kennen, mit dem er zusammen das Das Freie Dokumentarfilm-Team gründete und den Dokumentarfilm Strafgefangener 382 realisierte. Nach Aufführungen in der ehemaligen Stasi-Sonderhaftanstalt in Bautzen II der Justizvollzugsanstalt Bautzen und der Gedenkstätte Moritzplatz Magdeburg, konnte der Film im Jahr 2011 an die BBC-London British Broadcasting Corporation verkauft werden.
Im Herbst 2004 zeigte er auf Einladung der Deutschen Botschaft in Windhuk, Namibia, seine Fotoausstellung „Berlin Wall Art“ im Katutura Community Centre (KACA). Im Jahr 2007 veröffentlichte er sein Sachbuch Verboten: Berliner Mauerkunst.
Zeitgleich arbeitete er als Content Producer und verantwortlicher Redakteur für die Website Berliner-Mauer.tv, auf der er Dokumente, Beiträge, Fotos Videos und Zeitzeugeninterviews veröffentlicht. Im Jahr 2013 unterstützte er den Berliner Kameramann, Museumsgründer und Kunsthändler Herbert Ernst bei den Recherchen zu seinem Buch Herbert Ernst – Ein Leben in Berlin. Anfang 2014 begann er mit der Arbeit an einem Fotoband über die dokumentarische und künstlerische 16- und 35-mm-Filmarbeit von Herbert Ernst in den Jahren 1961 bis Ende 1962.

## Veröffentlichungen

### Bücher
- Verboten: Berliner Mauerkunst – Eine Dokumentation von Ralf Gründer. Böhlau Verlag, 2007, ISBN 978-3-412-16106-4.
- Niemand hat die Absicht … Screenshot-Fotografie aus der Kameraarbeit von Herbert Ernst, gedreht in den Jahren 1961 und 1962 im geteilten Berlin – Eine Dokumentation von Ralf Gründer. Berliner Wissenschafts-Verlag, Berlin 2016, ISBN 978-3-8305-3673-4.

### CDs, DVDs
- Berliner Mauermalerei, Ein dokumentarischer Spaziergang entlang der Berliner Mauer vor und während des Mauerfalls. CD-ROM, Gründerzeit-Verlag, 1999, ISBN 3-9806893-0-1.
- Strafgefangener 382. Vom Schicksal eines persischen Agenten in der DDR. DVD, 2003, ISBN 3-9806893-2-8.